# Kilian van Gorp
Kilian van Gorp (* 17. Februar 1995 in Udenhout) ist ein niederländischer Eishockeyspieler, der seit 2014 erneut bei den Tilburg Trappers unter Vertrag steht und mit dem Klub seit 2015 in der deutschen Oberliga Nord spielt.

## Karriere

### Club
Kilian van Gorp, der aus dem Tilburger Nachbardorf Udenhout stammt, begann seine Karriere bei den Tilburg Trappers, für die er als 15-Jähriger in der zweiten Mannschaft, dem „Toekomstteam“, in der zweitklassigen Eerste divisie debütierte. 2011 wechselte er zu den Eindhoven Kemphanen, wo er zunächst ebenfalls in der zweiten Mannschaft, den „High Techs“ spielte. Als 17-Jähriger debütierte er in der ersten Mannschaft der Kampfhähne in der Spielzeit 2012/13 in der Ehrendivision. 2014 kehrte er zu den Trappers zurück, mit denen er 2015 das Double aus niederländischem Meistertitel und Pokalwettbewerb gewann. Nach diesen Erfolgen wechselte er mit seinem Klub in die deutsche Oberliga Nord. In der Oberliga belegten die Trappers in ihrer ersten Spielzeit den zweiten Platz hinter den Füchsen Duisburg. Durch Play-off-Siege gegen die Hannover Scorpions, den EV Landshut und den EC Peiting erreichten sie das Finale um die Oberliga-Meisterschaft, das durch eine 3:0-Finalserie gegen den EHC Bayreuth gewonnen wurde. Auch 2017 und 2018 konnte er mit den Trappers die Oberliga-Meisterschaft gewinnen.

### International
Für die Niederlande nahm van Gorp an den Spielen der Division II der U18-Weltmeisterschaft 2013 sowie der U20-Weltmeisterschaften 2013, 2014, als er zum besten Abwehrspieler des Turniers gewählt wurde, und 2015, als er zum besten Spieler seiner Mannschaft gewählt wurde, teil.
Für die niederländischen Nationalmannschaft spielte van Gorp erstmals im Februar 2016 bei der Qualifikation für die Olympischen Winterspiele in Pyeongchang 2018. Auch an den Qualifikationen für die Olympischen Winterspiele in Peking 2022 und in Mailand 2026 nahm er teil. Zudem nahm er an den Weltmeisterschaften der Division II 2018 und 2022, als ihm mit den Niederländern jeweils der Aufstieg in die Division I gelang, teil. Dabei wurde er 2018 als bester Spieler seiner Mannschaft ausgezeichnet. Bei der Weltmeisterschaft 2023 spielte er erstmals in der Division I. Dort spielte er auch 2024, als er erneut als bester Spieler seiner Mannschaft ausgezeichnet wurde.

## Erfolge und Auszeichnungen
- 2013 Aufstieg in die Division II, Gruppe A, bei der U18-Weltmeisterschaft der Division II, Gruppe B
- 2014 Bester Verteidiger der Division II, Gruppe A, bei der U20-Weltmeisterschaft der Division II, Gruppe A
- 2015 Niederländischer Meister und Pokalsieger mit den Tilburg Trappers
- 2016 Deutscher Oberliga-Meister mit den Tilburg Trappers
- 2017 Deutscher Oberliga-Meister mit den Tilburg Trappers
- 2018 Deutscher Oberliga-Meister mit den Tilburg Trappers
- 2018 Aufstieg in die Division I, Gruppe B, bei der Weltmeisterschaft der Division II, Gruppe A
- 2022 Aufstieg in die Division I, Gruppe B, bei der Weltmeisterschaft der Division II, Gruppe A